# Maudie Prickett
Maudie Prickett (25 de octubre de 1914 – 14 de abril de 1976) fue una actriz cinematográfica y televisiva de carácter y de nacionalidad estadounidense.

## Biografía
Nacida en Portland, Oregón, y también conocida como Maud Prickett, a menudo interpretó a criadas, entrometidas, solteronas, y vecinas ruidosas. Fue conocida por sus diez actuaciones en el papel recurrente de Rosie, una criada, en la serie televisiva de la NBC de la década de 1960 Hazel, protagonizada por Shirley Booth y Don DeFore.
En sus créditos televisivos se incluyen nueve actuaciones como Ms. Gordon en el show de la CBS The Jack Benny Program, y otras cinco con diferentes personajes en la serie de la ABC Bewitched. Además, participó en el western televisivo de la década de 1950 The Adventures of Kit Carson y en 26 Men. 
Otra de sus actuaciones destacadas fue la de Miss Taisy, la enfermera de Lois Lane en la serie televisiva Aventuras de Superman, interpretada por George Reeves y Phyllis Coates. Además, fue en dos ocasiones Alice MacAvity en 1954 en la sitcom de la NBC It's a Great Life, interpretada por Frances Bavier. Prickett también fue actriz invitada en la sitcom de Joan Caulfield emitida en 1957-1958 por la NBC Sally. 
Uno de sus últimos trabajos fue el que hizo en la serie western de 1974 interpretada por Jeanette Nolan para las CBS Dirty Sally. En el ámbito cinematográfico destaca su actuación como camarera del Hotel Plaza en el film dirigido por Alfred Hitchcock North by Northwest (1959).
Prickett falleció en 1976 en Pasadena (California), a causa de una insuficiencia renal aguda. Fue enterrada en el Cementerio Mountain View de Altadena, California.